# Anemoclema glaucifolium
Anemoclema glaucifolium är en ranunkelväxtart som först beskrevs av Adrien René Franchet, och fick sitt nu gällande namn av Wen Tsai Wang. Anemoclema glaucifolium ingår i släktet Anemoclema och familjen ranunkelväxter. Inga underarter finns listade i Catalogue of Life.